# 臨江門駅
臨江門駅（りんこうもん-えき）は、中華人民共和国重慶市渝中区に位置する重慶軌道交通2号線の駅である。駅番号は202。

## 駅構造
島式ホーム1面2線の地下駅。出口はA～Dの4箇所ある。
| 至較場口 | ←      | 2/02 | ← |        |
|          | ホーム |      |   |        |
|          | →      | 2/02 | → | 至魚洞 |

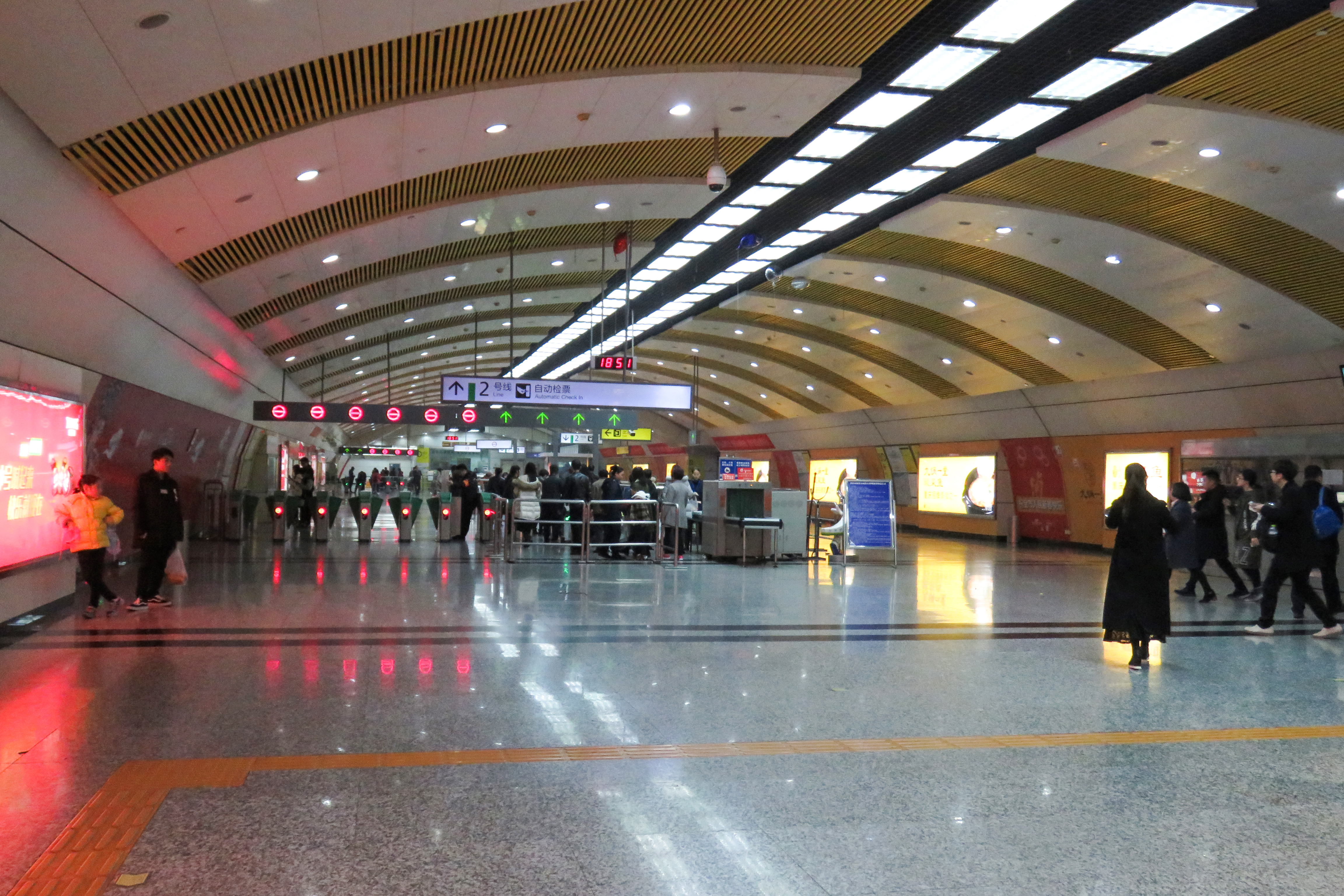
改札口
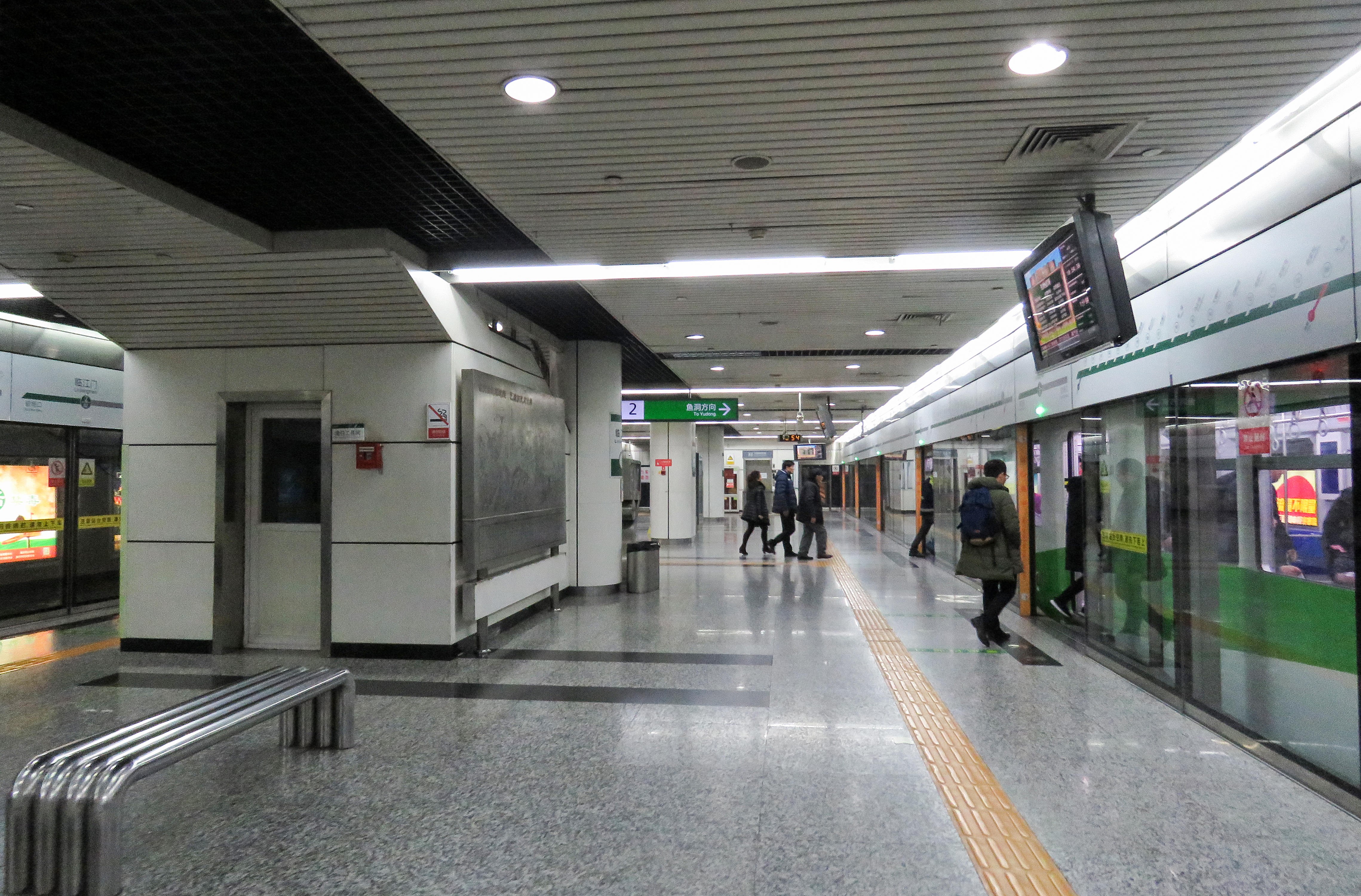
ホーム
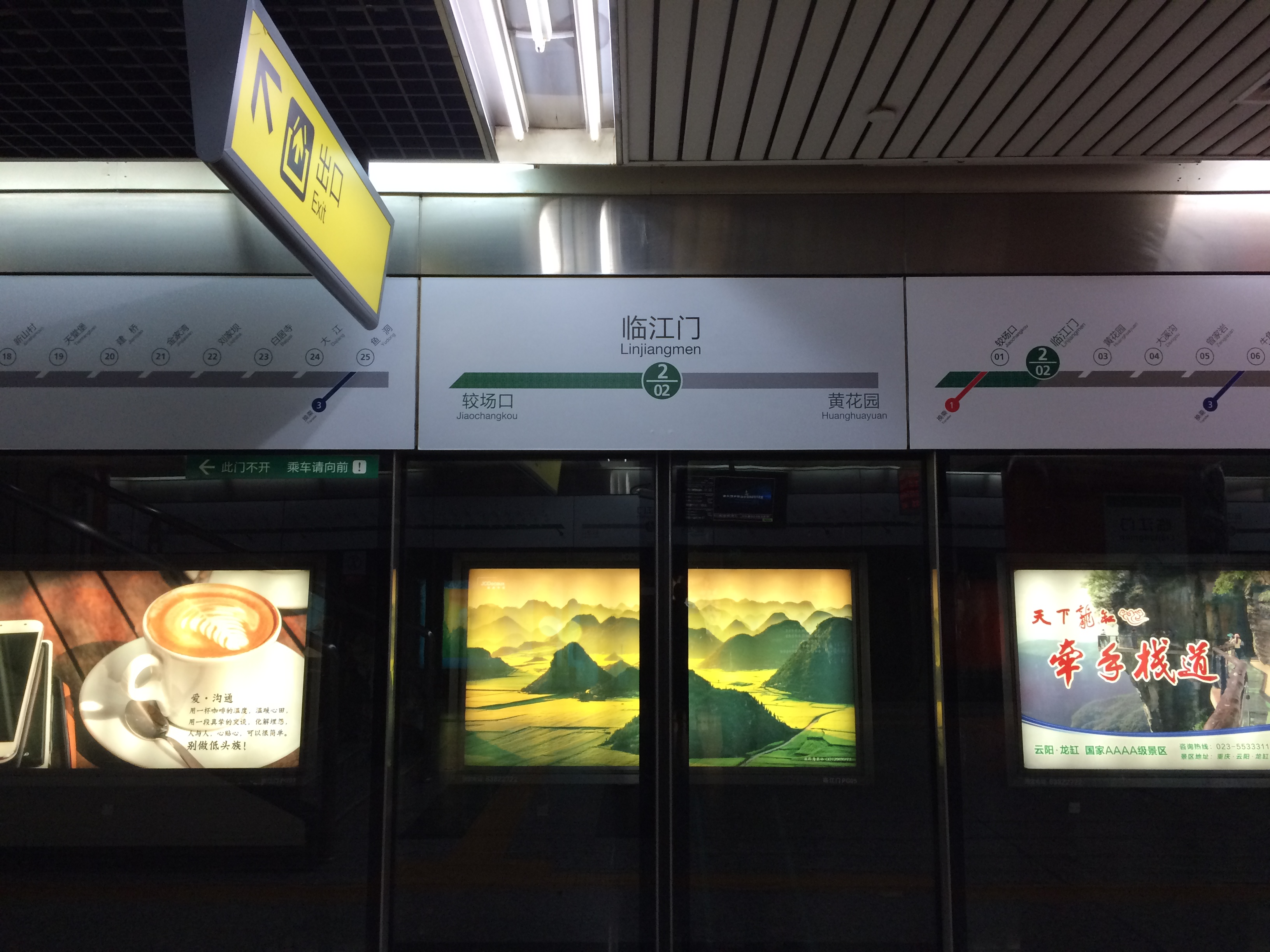
ホームドア

## 駅周辺
商業地区の中心である。
- 解放碑
- 臨江門重百商場
- 新世紀百貨
- 迪康百貨
- 美時代百貨

## 歴史
- 2005年6月18日 - 開業。

## 隣の駅
重慶軌道交通
■2号線
較場口駅 (201) - 臨江門駅 (202) - 黄花園駅 (203)